# Företagsförmedling
Företagsförmedling innebär att en tredje part hjälper till att förmedla eller överlåta ett företag från en person till en annan. Tjänster i denna process kan vara värdering, företagsbeskrivning, hitta köpare, ge råd om lämplig finansiering, räkna på säljarens skattekonsekvenser samt skriva ett överlåtelseavtal.  
En företagsförmedlare arbetar även med skatteplanering vid en eventuell försäljning.    
Vad ingår i ett förmedlingsuppdrag?
I förmedlingsuppdraget ingår att företagsmäklaren utför olika moment före eller i samband med en överlåtelse. I Stockholm Företagsmäklares uppdrag ingår alltid:
- att kontrollera vem som äger objektet liksom vilka inteckningar och andra rättigheter som belastar det.
- att kontrollera om objektet har del i en eller flera gemensamhetsanläggningar,
- att upprätta en objektiv objektsbeskrivning
- att besöka och värdera objektet, så kallat intag.
- att marknadsföra objektet.
- att genomföra visningar.
- att ta emot bud och föra diskussioner med spekulanter.
- att upprätta köpehandlingar och medverka vid kontraktsskrivning samt att hjälpa köparen och säljaren att söka överlåtelse av hyresavtal om köparen och säljaren så önskar.